# Prosopocoilus oweni
Prosopocoilus oweni là một loài bọ cánh cứng trong họ Lucanidae. Loài này được Hope & Westwood mô tả khoa học năm 1845.